# Трон
Трон (греч. θρόνος) — богато отделанное кресло на специальном возвышении как место монарха во время торжественных церемоний. В переносном значении — монархическая власть, в связи с чем как синоним также часто употребляется церковный термин «престол», указывающий на божественную природу монархии.

## История
Испокон веков троны рассматривались как символ королей и богов. Трон служил при коронациях и интронизациях. Древние греки, согласно Гомеру, резервировали дополнительный пустой трон в королевском дворце и в храмах для богов.
Трон царя Соломона, описываемый в Библии, был образцом для тронов в различных странах. Описание трона Соломона было широко распространено в России благодаря хронографам.
И сотвори царь престол от костей слонових велий, и позлати его златом искушеным. Шесть степеней престолу, и образы тельцов престолу созади и верх престола кругл бе созади его, и руце сюду и сюду на престоле сидалища, и два льва стояща при руках. И дваенадесят львы стояще ту на шести степенях сюду и сюду: не бяше тако во всяком царстве.
То есть, трон был украшен слоновой костью и золотом, на шести ступенях стояли 12 львов.
В летописях, приписываемых императору Феофилу, приводится описание трона Константинопольского дворца. У трона были размещены механические львы и другие звери. Позолоченные львы при приближении к трону человека вставали и рычали. Вокруг трона стояли золотые деревья, на ветвях которых сидели позолоченные механические птицы. Птицы пели песни. Летопись сообщает об этом:
…сотвори же и органы, любо художества златокованны, изваено хитростью дыхание, доброгласная и сладкая пения возглашаху. С ними же и златая древеса, на них же птицы песнивые златокованны седяху, яко на ветвиях тополных, сиречь древесных или певгох островерхих, хитростию издающие песни медовные.
В средние века во всех европейских дворах монархи пользовались креслом-троном, совмещённым с ночным горшком.
В России до XVIII века трон назывался Царским престолом, или Царским местом. Царский престол устанавливался в передних комнатах дворца или приёмных палатах. С XVI века в России царские места украшаются с особой пышностью, в подражание Византии. Знаменитый трон из слоновой кости, по легенде привезённый из Византии, принадлежал царю Ивану Грозному.
Кроме того, Царское место или Престол — почётное место царя в храме.
Царские места устанавливали в передних или красных углах палат. Троны украшали золотом, серебром, драгоценными камнями, золотыми тканями.
Георг Паэрле оставил описание трона Лжедмитрия: высокое кресло под балдахином, под балдахином двуглавый орёл, вылитый из чистого золота, под орлом золотое распятие с огромным топазом, над креслом — икона Богоматери, украшенная драгоценными камнями. К трону вели три ступени, перед троном лежали четыре серебряных льва, до половины вызолоченных. По сторонам от трона на высоких серебряных ножках стояли два грифона, один грифон держал державу (яблоко), а второй — меч.
В 1635—1636 годах были устроены серебряные царские места в Золотой и Грановитой палатах. В июне 1636 года трон в Золотой палате был обит тканями: бархатом багровым, тафтой венецианской, вишнёвым шёлком и киндяком. Троны были сделаны немецкими мастерами. По свидетельству Олеария, трон в Грановитой палате стоил 25 тысяч талеров.
В 1673 году в Коломенском дворце часовой мастер Оружейной палаты Пётр Высотцкий построил у царского места рыкающих львов. Львы рычали, вращали глазами и открывали пасть. Туловища львов медные, обтянутые бараньими кожами. Механика львов располагалась в особом чулане. В 1681 году во время ремонта дворца механизм львов был отремонтирован, а в начале XVIII века поломанные львы хранились в подклетной кладовой дворца.
В 1687 году для царей Петра и Ивана в Каменном тереме было устроено двойное царское место.
Царское место входило в состав Большого наряда.
Для цариц также устраивали места, в том числе и в постельных хоромах.

## Галерея
- Трон Вселенского Патриарха, Константинополь
- Петровский (Малый тронный) зал Зимнего дворца в Петербурге
- Трон китайского императора (Запретный город, Пекин)
- Трон Ивана Грозного (слоновая кость)